# Breaker Morant
Harry "The Breaker" Harbord Morant (Bridgwater, 9 december 1864 – Pretoria, 27 februari 1902) was een Engels-Australisch soldaat in de Tweede Boerenoorlog die door de Britse krijgsraad geëxecuteerd werd voor het standrechtelijk executeren van negen Boerensoldaten uit wraak voor de dood van zijn kapitein.
De rechtszaak van Morant en de omstandigheden rond zijn vermeende oorlogsmisdaden werden in 1980 verfilmd onder de naam Breaker Morant.